# Прапор Белза
Прапор Белза — офіційний символ міста Белз Львівської області. Затверджений 12 березня 1999 року рішенням сесії Белзької міської ради.
Автор — А. Гречило.

## Опис прапора
Квадратне полотнище, розділене на чотири рівновеликі квадратні поля, верхнє від древка та нижнє з вільного краю — червоні з зображенням білого грифона з жовтим дзьобом і пазурами, два інші поля — сині з білою вежею, із якої гармаш у жовтій одежі стріляє з жовтої гармати.

## Зміст
Вежа, із якої гармаш стріляє з гармати, фігурувала на міському гербі ще в XVI ст. і вказувала на стратегічне значення міста. Грифон засвідчує давню адміністративну функцію Белза як центру окремої землі та воєводства.
Квадратна форма полотнища відповідає усталеним вимогам для муніципальних прапорів (прапорів міст, селищ і сіл).